# Jakob Zollinger

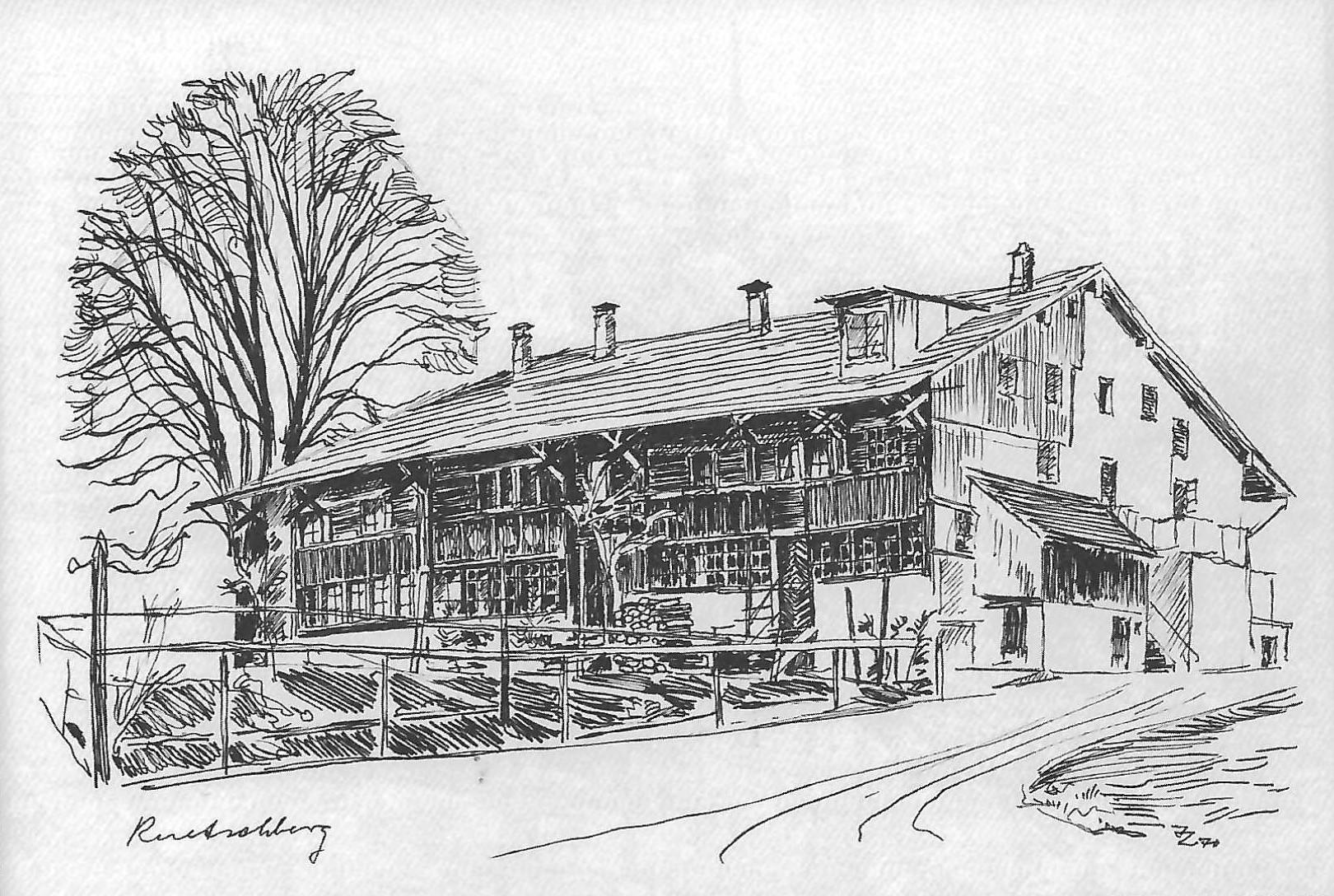
Bockhornhaus im Ruetschberg, Pfäffikon ZH. Federzeichnung von Jakob Zollinger, publiziert in "Zürcher Oberländer Flarzhäuser", Wetzikon 1972

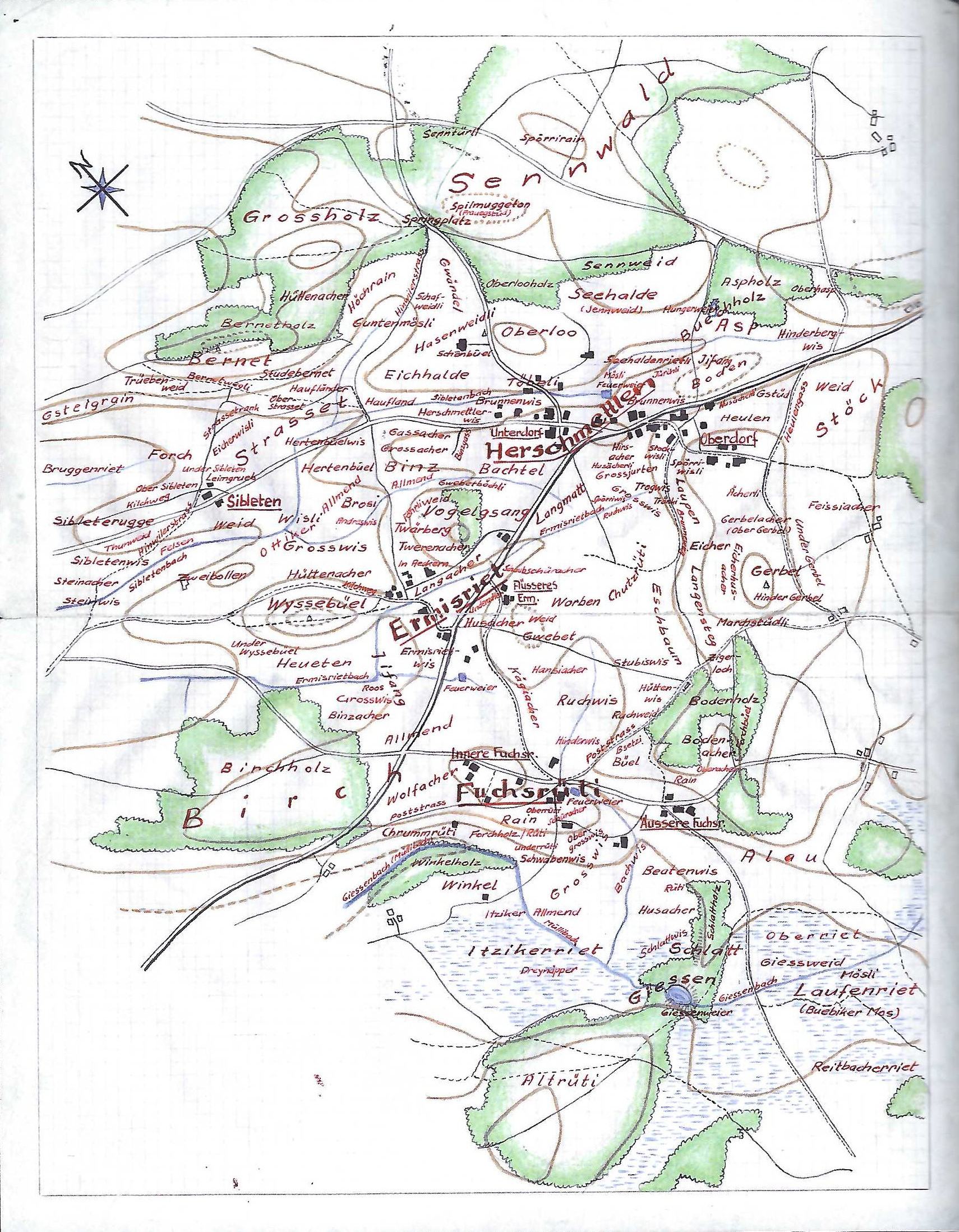
Die Flurnamen von Zollingers Heimatdorf. Zeichnung aus der "Herschmettler Chronik", entstanden in den 1950er-Jahren

Jakob Zollinger (* 26. Juni 1931 in Riedikon-Uster; † 26. März 2010 in Ottikon-Gossau ZH) war ein Schweizer Volkskundler und Autor.

## Leben und Wirken
Jakob Zollinger wuchs in Gossau ZH auf. Er war Sekundarschüler bei Ernst Brugger, besuchte das Lehrerseminar Küsnacht und wirkte von 1952 bis 1993 als Primarlehrer in Dietikon, Schlatt, Hirzel und Gossau ZH.
Er sei «ein Schöpfer von Psychotopen, von Lebensräumen für die Seele», attestierte ihm Emil Egli einst in einem Brief. Für Jakob Zollinger war dieses Kompliment das schönste überhaupt, das er in seinem Leben erhielt. Denn Egli, der in seinem Werk das Zusammenspiel von Landschaft und Mensch beschrieben hat, war Vorbild und Seelenverwandter von Zollinger.

## Forschung
Zollingers besonderes Interesse galt der Geschichte und der Kultur des Zürcher Oberlandes. Er ist Autor mehrerer Bücher und zahlreicher Schriften zu Bauernhäusern, zur Zürcher Oberländer Urlandschaft, zu Ortsgeschichten, Sitten und Bräuchen. Er illustrierte seine Werke als Maler und Zeichner selber. Für seine Wohngemeinde legte er eine ortsgeschichtliche Sammlung mit historischen Fotografien an.
Das private Archiv Jakob Zollingers ist im Ortsmuseum Dürstelerhaus der Gemeinde Gossau ZH untergebracht.

## Auszeichnungen und Ehrungen
- 1990: Ehrenmitglied der Ritterhausgesellschaft Bubikon
- 1995: Zücher Oberländer Kulturpreis
- 2003: Ehrendoktor der Universität Zürich

## Publikationen (Auswahl)

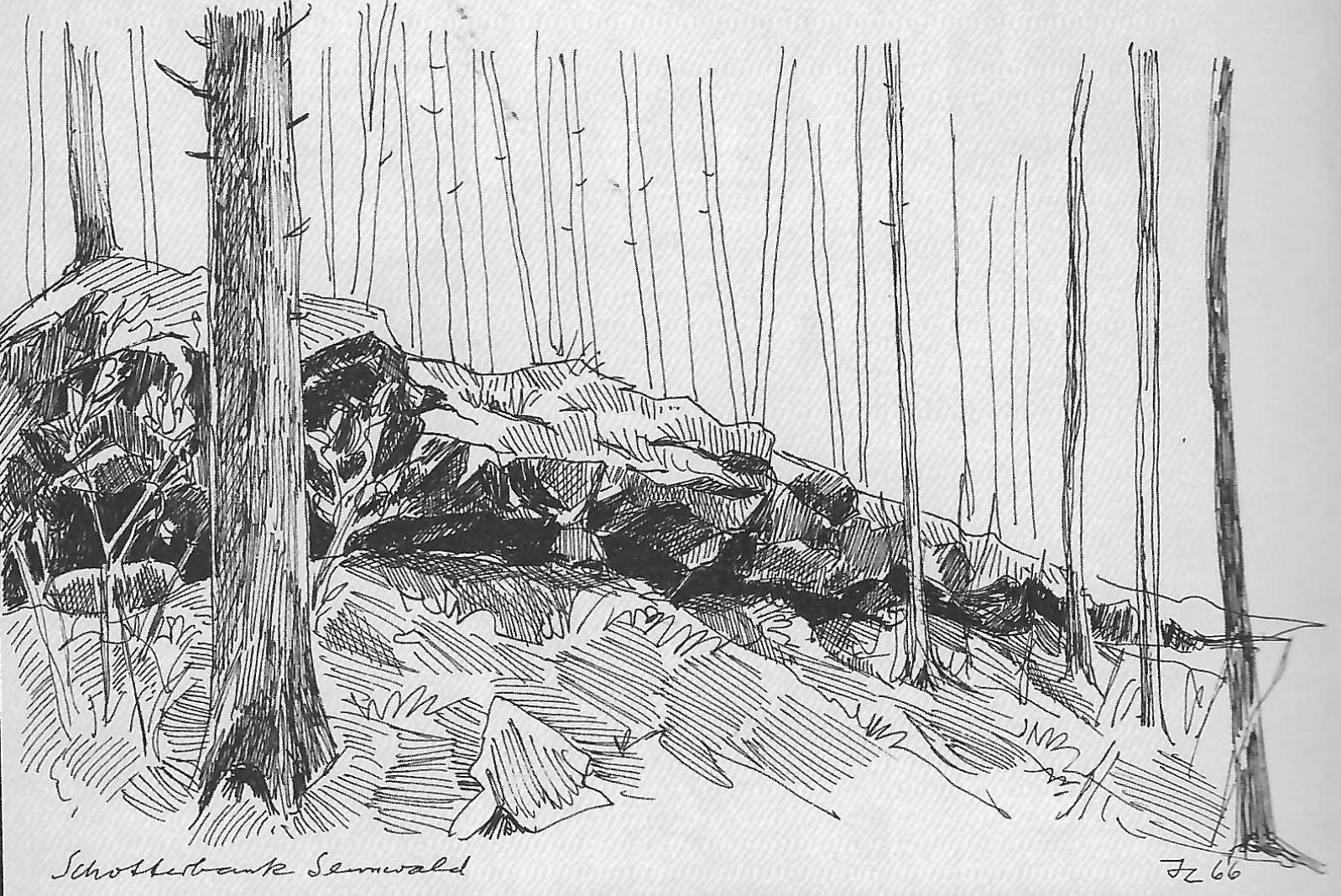
Schotterbank im Sennwald. Eine von unzähligen Federzeichnungen Jakob Zollingers, oft als Illustrationen in seinen Publikationen verwendet.

- Gossau – deine Heimat. 11 Jahrhefte 1962–2003.
- Zürcher Oberländer Flarzhäuser. Wetzikon 1972.
- Zürcher Oberländer Riegelhäuser. Wetzikon 1972.
- Auf den Spuren von Jakob Stutz. Wetzikon 1977.
- Zürcher Oberländer Dorfbilder. Wetzikon 1975.
- it Max Bührer und Kurt Schmid: Bubikon – zwei Dörfer, eine Gemeinde. Wetzikon 1981, 1983.
- Zürcher Oberländer Urlandschaft – eine Natur- und Kulturgeschichte. Wetzikon 1983.
- Geissenvater Heinrich Rüegg. Wetzikon 1987.
- Landschaft und Wohnen. In: Eine Landschaft und ihr Wohnen. Zürich 2000, ISBN 3-7281-2689-6.